# Три Гаридеба
„Три Гаридеба” (енгл. The Adventure of the Three Garridebs) је једна од 56 приповедака о Шерлоку Холмсу које је написао Артур Конан Дојл и једна је од дванаест прича у циклусу сакупљеном као Архива Шерлока Холмса (1927). Први пут је објављена у америчком часопису Collier's 25. октобра 1924. и у британском часопису The Strand Magazine у јануару 1925. године.
Према уводној нарацији доктора Вотсона, ова прича је смештена „крајем јуна 1902... истог месеца када је Холмс одбио титулу витеза за услуге које би се можда једног дана могле описати”. Ово је паралела са витешким звањем Артура Конана Дојла отприлике у исто време.

## Радња
Шерлок Холмс добија писмо од Нејтана Гаридеба, у којем тражи помоћ у необичној потрази. Он тражи другог човека са његовим необичним презименом, јер ће то за њега значити наследство од 5 милиона долара. Једном приликом му је пришао човек који се представио као Џон Гаридеб из Канзаса, који му је открио да треба да пронађе још неког са истим презименом.
Американац Гаридеб долази да види Холмса и доктора Вотсона у Улици Бејкер 221б и видно није задовољан што је Нејтан Гаридеб умешао детектива. Гаридеб, који тврди да је адвокат, прича им причу о Александру Хамилтону Гаридебу, милионеру којег је упознао у Канзасу. Хамилтон Гаридеб је завештао своје имање од 15 милиона долара Џону Гаридебу под условом да нађе још два Гаридеба са којима ће га равноправно поделити. Дошао је у Енглеску да потражи људе са овим презименом, пошто то није успео у својој земљи. До сада је пронашао само Нејтана.
Током разговора, Холмс открива многа неслагања у причи Џона Гаридеба, почевши од тога да је у Лондону био очигледно дуже него што је тврдио, и његовог знања о потпуно фиктивном градоначелнику града у којем је Гаридеб тврдио да је живео пре него што је дошао у Енглеску. Ово изазива Холмсово интересовање и он одлучује да контактира Нејтана Гаридеба да даље истражи. По доласку у његов дом, Холмс посматра натписну плочицу Нејтана Гаридеба испред куће. Очигледно је ту већ годинама; па Холмс закључује да је Гаридеб његово право презиме.
Испоставило се да је Нејтан Гаридеб старији ексцентрик који скупља све од древних новчића до старих костију. Гаридебове собе делују као мали музеј. Очигледно је да је озбиљан колекционар, али у својој колекцији нема ништа од велике вредности. Холмс сазнаје да Џон Гаридеб никада није тражио новац, нити је предложио било какву акцију. Чини се да Нејтан Гаридеб нема разлога да буде сумњичав према Џону Гаридебу. Ово збуњује Холмса.
Током Холмсове и Вотсонове посете, Џон Гаридеб долази у веома веселом расположењу. Говори им да је пронашао трећег Гаридеба, а као доказ показује новински оглас који је наводно поставио Хауард Гаридеб. Холмс одмах види да је Џон Гаридеб сам поставио рекламу из разних американизама у правопису и формулацији.
Упркос приговорима Нејтана Гаридеба — јер је он човек који веома ретко излази, а још мање путује — Џон Гаридеб инсистира да Нејтан оде у Бирмингем и упозна се са Хауардом Гаридебом. Холмсу је сада постало јасно у чему се ради. Џон Гаридеб жели да Нејтан Гаридеб буде ван својих одаја на неко време.
Следећи дан доноси свеже информације. Холмс одлази код инспектора Лестрада у Скотланд Јард и идентификује Џона Гаридеба као Џејмса Винтера, такође познатог и под именима Моркрофт и „Убица” Еванс, који је побегао из затвора након што је убио тројицу људи у Сједињеним Државама. У Лондону је убио Роџера Прескота, фалсификатора из Чикага чији опис одговара бившем станару куће Нејтана Гаридеба.
Холмс и Вотсон одлазе у Гаридебов дом наоружани револверима. Не морају дуго да чекају пре него што се појави Винтер. Из свог скровишта, Холмс и Вотсон виде како криминалац користи пајсер да отвори врата која откривају мали подрум. Хватају Винтера, али не пре него што он успе да два пута пуца, погађајући Вотсона у ногу. Холмс показује своју људску страну; избезумљен је због Вотсонове повреде и удара Винтера по глави кундаком пиштоља довољно снажно да му изазове крварење, заклињући се да зликовац никада не би изашао жив из собе да је убио Вотсона. На срећу, Вотсонова рана је површна. У малом подруму се налази штампарска машина и хрпе фалсификованих новчаница, који је тамо сакрио Прескот, човек којег је Винтер убио.
Винтер је враћен у затвор. Нејтан Гаридеб завршава у старачком дому, његово разочарење је веома велико, али многи људи из Одељења за кривичне истраге су задовољни што је Прескотова опрема коначно пронађена. Чини се да је Вотсон најсрећнији због исхода авантуре упркос томе што је повређен, изјављујући: „Вредело је ране, вредело је много рана, знати дубину оданости и љубави која се крије иза те хладне маске”, из призора Холмсове панике и беса због пуцњаве на његовог пријатеља.

## Историја објављивања
Приповетка је први пут објављена у америчком часопису Collier's 25. октобра 1924. и у британском часопису The Strand Magazine у јануару 1925. године. Прича је објављена са три илустрације Џона Ричарда Фланагана у часопису Collier's, и са пет илустрација Хауарда К. Елкока у часопису The Strand. Уврштена је у збирку кратких прича Архива Шерлока Холмса, која је објављена у Уједињеном Краљевству и САД у јуну 1927. године.
Као што је приметила Вилма Морган, ова приповетка преузима многе елементе заплета коришћене у ранијој причи „Савез риђокосих”. „Обе приче приказују прилично наивног, седентарног, средовечног нежењу који случајно седи на локацији од великог интереса за лукаве криминалце. И у обе приче је припремљена веома разрађена превара, која укључује лажно завештање измишљеног богатог Американца, како би се нежења натерао да оде и остави криминалцима чисто поље — што би добро функционисало да Шерлок Холмс не види превару. Једна разлика између ове две приче — а нисам сигурна да је то побољшање — јесте то да у другом случају, за разлику од првог, недужни нежења бива дубоко повређен и оштећен преваром која је над њим изведена”.

## Адаптације

### Телевизија
Тада новоформирани NBC тражио је дозволу од леди Конан Дојл да продуцира филм Три Гаридеба за америчку телевизију 1937. године. Ово је била прва телевизијска адаптација Дојловог детектива. Луис Хектор је добио улогу Холмса, а Вилијам Подмор је тумачио Вотсона.
Године 1994. прича је адаптирана за серију Авантуре Шерлока Холмса. Главни глумац, Џереми Брет, разболео се током продукције ове епизоде (која је била спојила приче „Три Гаридеба” и „Мазаренов драгуљ”), тако да је Холмсову улогу у причи преузео Мајкрофт Холмс, кога је глумио Чарлс Греј позван у кратком року да понови своју улогу Шерлоковог старијег брата. Неки примећују да „Поред тога што су изузетно забавни, Мемоари Шерлока Холмса имају ту несрећу праћења опадања здравственог стања Џеремија Брета, епизоду по епизоду.”
Случај се помиње у епизоди серије Шерлок, „Последњи проблем”, када Јурус Холмс, Шерлокова и Мајкрофтова сестра, која је преузела контролу над својим острвским затвором, изазива Шерлока да идентификује који је од тројице браће Гаридеб починио убиство пре неколико месеци, или ће она убити сву тројицу. Шерлок је у стању да идентификује који је брат починио злочин на основу фотографија и описа пуцњаве, елиминишући преостала два јер један није имао одговарајућу моторну контролу, а други је носио наочаре које би се сломиле када би пушка коју је користио устукнула, али Јурус, уместо тога, убија два невина брата, а када Вотсон изрази шок, она ипак погуби и оног који је крив само да види да ли ће се осетити другачије.

### Радио
Едит Мејзер је адаптирала ову причу као епизоду америчке радио-серије Авантуре Шерлока Холмса. Епизода је емитована 2. јуна 1932. са Ричардом Гордоном у улози Шерлока Холмса и Лијем Ловелом као др Вотсоном.
Друге драматизације приче емитоване су у америчкој радио-серији Нове авантуре Шерлока Холмса 25. децембра 1939. (са Бејзилом Ратбоном као Холмсом и Најџелом Брусом као Вотсоном, а такође ју је адаптирала Мејзерова) и 9. маја 1949. (са Џоном Стенлијем као Холмсом и Венделом Холмсом као Вотсоном).
Радио адаптација приче, коју је драматизовао Мајкл Хардвик, емитована је 1964. на BBC Light програму као део радио-серије из 1952–1969. у којој су глумили Карлтон Хобс као Холмс и Норман Шели као Вотсон.
Приповетка је драматизована за BBC Radio 4 током 1994. године од стране Дејвида Ештона као део радио-серије из 1989–1998. у којој су глумили Клајв Мерисон као Холмс, Мајкл Вилијамс као Вотсон и Лу Хирш као Џон Гаридеб.
Године 2009, прича је адаптирана за радио као део Класичних авантура Шерлока Холмса, серије у америчкој радио-емисији Imagination Theatre, са Џоном Патриком Лоуријем као Холмсом и Лоренсом Албертом као Вотсоном.